# Älvsborgsbron
För andra betydelser, se Älvsborgsbron (olika betydelser).
Älvsborgsbron är en hängbro över hamninloppet i Göteborg, vid Göta älvs mynning. Den sträcker sig mellan Sjöbergen i Sandarna på fastlandssidan och Färjenäs i Färjestaden på Hisingen. Bron har en totallängd på 900,6 meter och ett spann med 417,6 meters spännvidd, landets längsta då den invigdes 1966..
Älvsborgsbron är "en markförankrad hängbro i ett spann med tillfartsviadukter utförda som pelarunderstödda betongkonstruktioner." Totalkostnaden uppgick till 150 miljoner kronor, varav 56 miljoner för själva bron.

## Historik

### Bakgrund

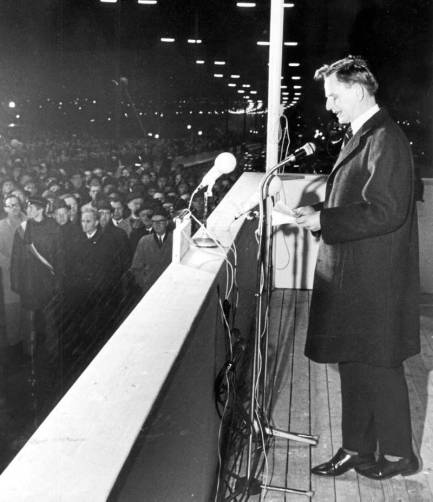
Kommunikationsminister Olof Palme invigde Älvsborgsbron den 8 november 1966.

Älvsborgsbron ingick ursprungligen som en del av den 3 kilometer långa stadsmotorvägen Älvsborgsleden. Frågan om denna förbindelse över älven väcktes första gången i stadsfullmäktige redan 1934 i en motion av Anders Fredman, Torsten Hultin och Ivar Leandersson. Bron är en del av en sidoväg till E6:an kallad E6.20 samt av Hisingsleden, en ringled som förbinder sydvästra och nordöstra Göteborg via Hisingen. Trafikverket äger bron och dessförinnan dess föregångare Vägverket.
Den byggdes som del av en större utbyggnad av vägnätet under 1960- och 1970-talet. Genom utbyggnaden kunde Götaälvbron avlastas, med sina cirka 83 000 fordon per medelvardagsdygn, vilket också var brons kapacitet. Tillfarterna hade däremot inte samma kapacitet, vilket ofta innebar svåra trafikstockningar, som påverkade stora delar av staden. Senare kompletterades bron med Västerleden och Gnistängstunneln, som stod färdiga 1978, och Norrleden och Västerleden på Hisingen som 1982 förband bron med Angeredsbron (byggd 1978). Genom infrastruktursatsningarna slapp Göteborg den svåra trafiksituation som plågat bland annat Oslo fram till 1990-talet.
Först efter att högertrafikomläggningen genomfördes 1967, och Högsboledens anslutningar togs i bruk, kunde brons betydelse utvärderas. Det konstaterades att trafiken i älvsnittet vid eftermiddags-maxtimmen ökat i riktning söderut med cirka 40%, från 4 415 till 6 190 fordon, och i motsatt riktning med cirka 16%, från 3 660 till 4 260 fordon. Bron gav alltså ett utrymme för ökat resebehov över älven.

### Bygget
Professorerna Sven Olof Asplund och Allan Bergfelt (geoteknik) anlitades för att granska de omfattande konstruktionsunderlagen, eftersom Väg- och vattenbyggnadsstyrelsen inte ansåg sig ha dessa resurser. Byggherre var Göteborgs stad, genom hamnkontoret och gatukontoret. Bron byggdes på entreprenad av AB Armerad Betong och Friedrich Krupp, Rheinhausen, till en kostnad av 56 miljoner kronor, men med anslutningsleder var summan uppe i 130 miljoner. Arbetet med bron startade på hösten 1963 och var fullt avslutat i december 1967. Totalt 21 viadukter och tunnlar byggdes, i de flesta fall grundlades de direkt på berg. Den 11 maj 1966 klockan 12, lyftes de sista av sektionerna i Älvsborgsbrons mittspann på plats och den 15 oktober samma år provbelastades bron genom att 40 lastbilar, lastade med sammanlagt 900 ton grus, kördes ut på bron.
Bron invigdes den 8 november 1966 av dåvarande kommunikationsministern Olof Palme. Han hade då redan hunnit med två andra broinvigningar under dagen; Gropebron och Nötesundsbron. Ett antal chalmerister hade förberett en kupp, genom att maskera en egen "Palme" och skaffa hyrlimousin, för att vid strategiskt tillfälle ta talartribunen i besittning och förklara leden öppnad! det hela sprack på att Palme redan passerat bevakningen när Chalmers-"Palme" dök upp. Inledningsvis talade kommunalrådet Torsten Henrikson. Palme framhöll därefter bland annat: "Grundläggare av städer har alltid haft förkärlek för vatten. Göteborg är ett typiskt för att inte säga lysande exempel på detta. Staden vänder sig ut mot världen samtidigt som den har floden som en väg in mot landet. Hamnen är Göteborgs livsnerv just nu därför att den förbinder sjötransport och olika former av landtransporter i ett alltmer rationellt och smidigt arbetande transportsystem." Chalmeristerna fick dock sin revansch, då det vid avtäckningen visade sig att det heraldiska lejonet på minnestavlan vid insidan av det nordvästra tornet, iklätts en chalmeristmössa! det första privata fordonet på bron, blev en mindre japansk motorcykel som trängde sig förbi avspärrningarna och snabbt accelererade ut på bron. Första privatbilen som släpptes ut på bron var disponent Carl-Gunnar Hammarlund, Svenska BP Olje AB.

### Namnet
Det första namnförslaget som fick fäste var Västerbron. Men den 26 oktober 1960 föreslog Göteborgs Stads Namnberedning att namnet Älvsborgsbron hade den starkaste anknytningen till traditionen på platsen. Beredningens alternativ två var Färjestadsbron. Men det fanns farhågor inom lokal press och bland vissa lokala politiker om att Älvsborgsbron skulle vara svårt att uttala. Den 18 januari 1961 tillstyrkte stadskollegiet namnet Västerbron, med 6 röster mot 5. Omröstningen i stadsfullmäktige den 16 februari 1961 gick dock till slut på "Älvsborgslinjen", med 29 röster för Älvsborgsbron och 22 för Västerbron.

### Senare händelser
- Den 20 september 1975 upptäcktes att Chalmersnollorna hängt en sju meter stor modell av Viggen under bron.[16]
- 2006 passerade cirka 65 000[17] bilar över Älvsborgsbron per dygn.

## Beskrivning

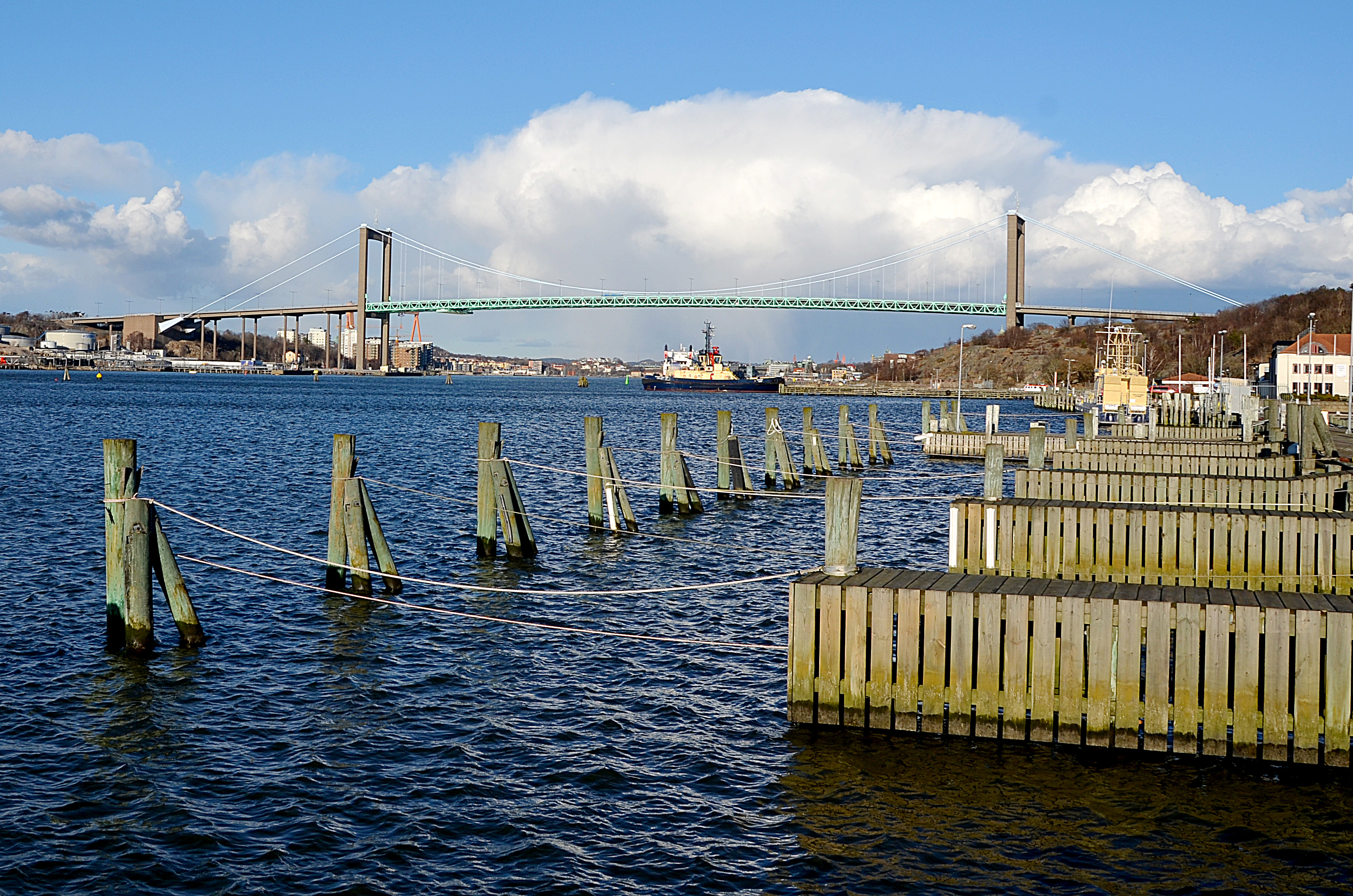
Älvsborgsbron från Nya Varvet

Älvsborgsbron sträcker sig från Rödastensmotet vid Sandarna i söder nästan fram till Ivarsbergsmotet nära Färjestaden på Hisingen i norr. Under bron ligger Röda sten på fastlandssidan och Färjenäs på Hisingssidan.
Bron ansluter på båda sidor om älven till bergshöjder. Vid hängspannets södra torn är berget täckt av ett cirka 30 meter tjockt sand- och gruslager, och vid norra tornet täcks berget av ett cirka 20 meter löst lerlager. Det södra tornet står cirka 100 meter innanför strandkanten, och är grundlagt på plattor på grus, medan det norra tornet, som står cirka 40 meter utanför strandkanten på ett vattendjup av 3 meter, är grundlagt på plintar till berget. Den norra tillfartsviaduktens pelare är grundlagda direkt på berget eller på betongpålar ned till berget. Pålarna med sina inspektionsrör, fixerades med dubbar som borrades in i berget. Södra tillfartsviaduktens pelare har grundlagts på plattor på grus eller direkt på berget. De fyra kabelankarna har grundlagts direkt på berget. För att i torrhet kunna armera och gjuta de 14x14 meter stora bottenplattorna under det södra tornet, gjordes två meter tjocka undervattensgjutningar av colcretebetong. På dessa göts därefter bottenplattorna.
Bron är en 900,6 meter lång hängbro med 417,6 meters spännvidd och med sex filer. Den fria brobredden är 28,1 meter. Pylonerna är 107 meter höga, och bron har segelfri höjd på 45 meter på cirka 100 meters bredd.
Brons farbana utgörs av ett stålfackverk med ovanliggande betongplattor, där fogarna ligger 7,2 meter från varandra. Farbanan bärs av två huvudkablar via hängare. Totalt finns 28 hängargrupper, på var sida om bron, och varje hängargrupp består av fyra delhängare. Huvudkablarna förankras i ankarblock vid brons båda ändar. Huvudkabelns delkablar förankras i spridningskammare.
Tillfartsviadukterna från landfästena till kabeltornen har en längd av 233 meter på den södra sidan och 250 meter på den norra. Den fria bredden mellan brons ytterräcken är 28,1 meter, uppdelad på två 10,65 meter breda körbanor om vardera tre körfält, 1,2 meter bred mittskiljeremsa samt två 2,6 meter breda gång- och cykelbanor närmast ytterräckena.

Vy från Älvsborgsbron österut, med Eriksbergskranen till vänster och Klippan längst till höger.

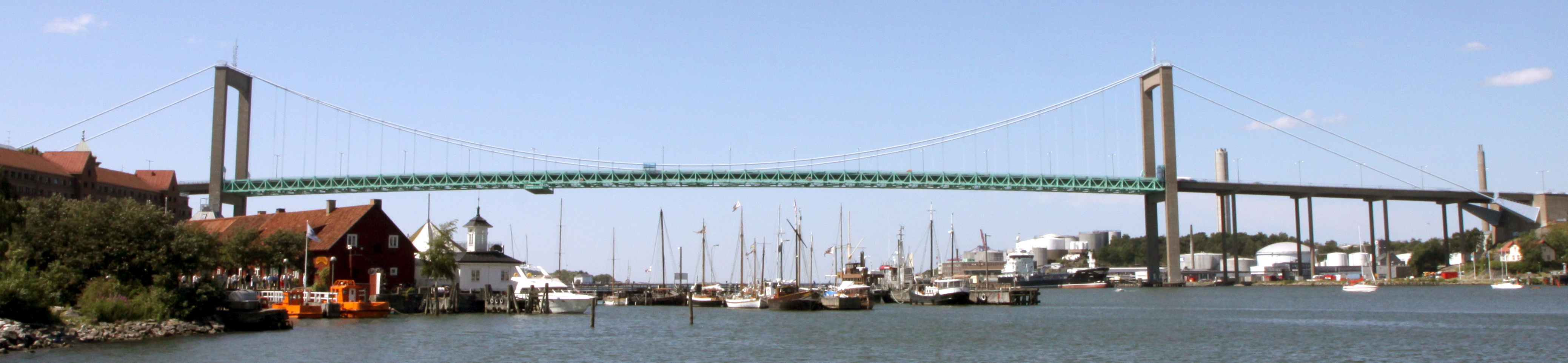
Älvsborgsbron sedd österifrån, med fastlandet till vänster och Hisingen till höger.

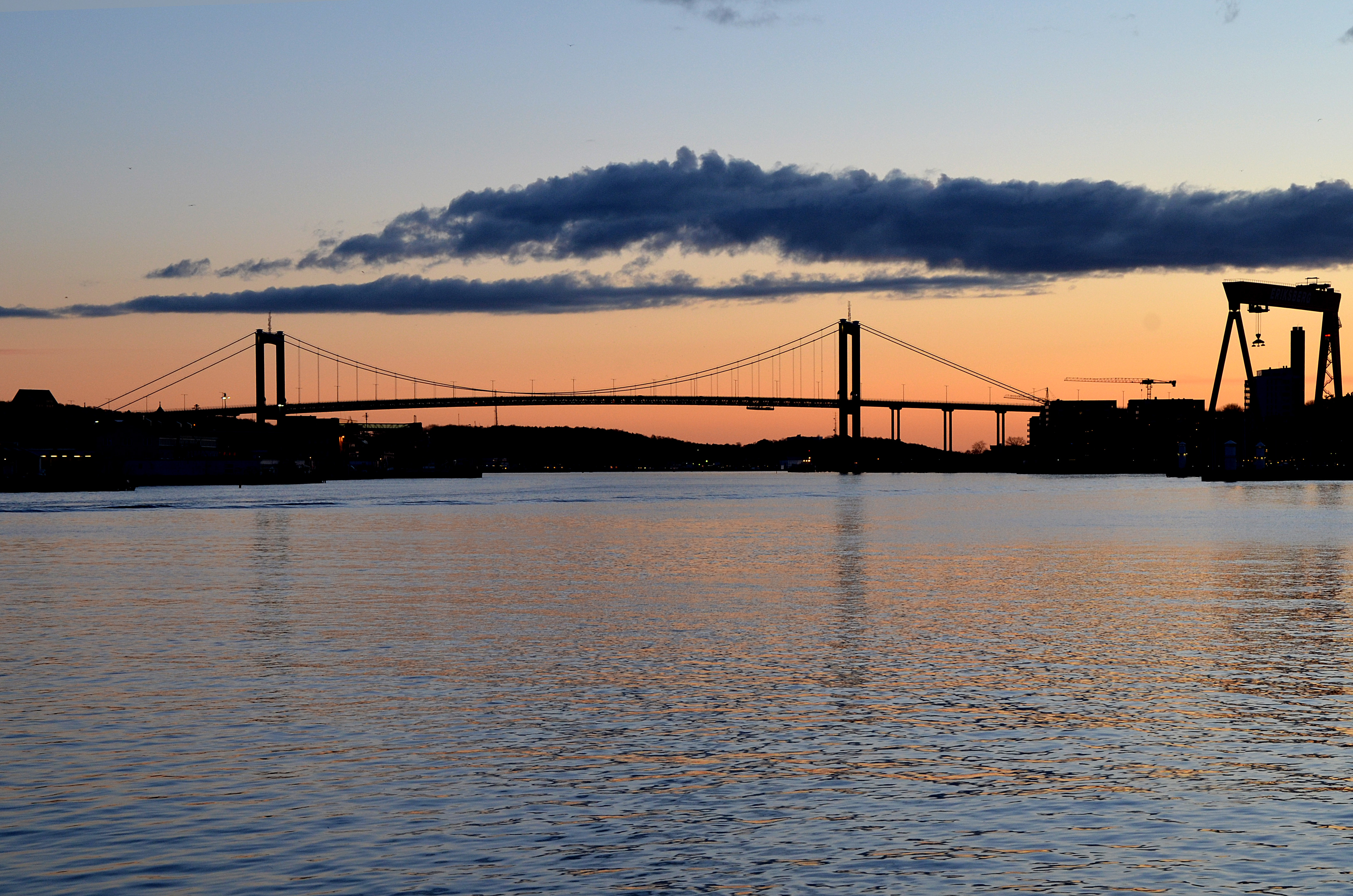
Älvsborgsbron från Lindholmen.

De fyra ankarna, som ska ta upp krafterna från hängspannets bärkablar, väger 25 000 ton vardera. Kablarnas fyra ankare är av gravitationstyp, och ligger på berg. Varje ankare består av en sandfylld betonglåda. I denna är huvudkabeln förankrad i en massiv, centralt belägen betongkärna, som innehåller 1 300 kubikmeter betong och som göts i tre delar åtskilda av krympfogar. Genom att bygga en av de största glidformar som använts i Sverige, kunde därefter väggarna gjutas i ett stycke. Bärkablarna är 800 meter och består av 85 delkablar. Den största dragkraften i varje kabel är cirka 9 300 ton. Varje huvudkabel har erhållit ett cirkulärt tvärsnitt med hjälp av fyllnadslister av aluminium. Huvudkablarnas diameter efter lindning är 0,58 meter. Varje delkabel innehåller i sin tur 94 trådar med rund-, kil- och Z-sektion. Den totala trådlängden uppgår till 12 000 kilometer. Den tillåtna sidorörelsen av bron, vid dess mitt, är 40-60 centimeter.

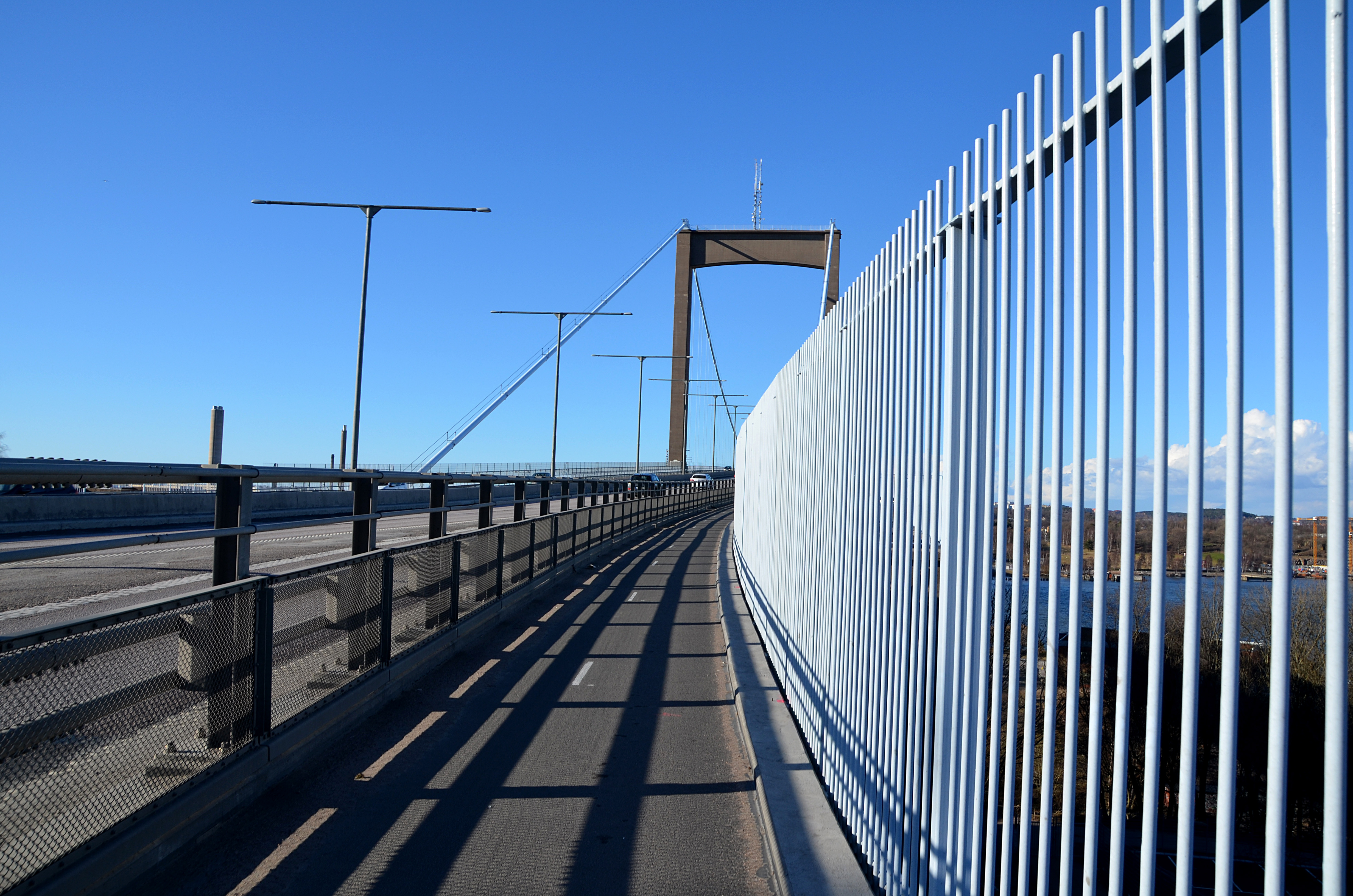
Cykel- och gångvägen på Älvsborgsbron, på väg mot Hisingen.

De delar av bron som inte är tillgängliga för allmänheten är klassade som skyddsobjekt.
Där hängkablarna är fästa vid bron på ömse sidor om älven, finns det rastplatser för gång- och cykeltrafikanter. De är skapade på taket till det utrymme där hängkablarnas ankare är monterade. Här har man fin utsikt. Vid klart väder ser man i väster till Vinga, och i öster över stora delar av Göteborg.
Hängbrotornen är utformade som betongramar med två tvärbalkar; en i höjd med underkanten av hängspannets avstyvningsbalk och en vid torntoppen. Inklusive de 2 meter höga sadlarna är tornens höjd över medelvattenytan 100,1 meter. De glidformsgjutna, kamstålsarmerade tornpelarna har rektangulär lådsektion med ett konstant yttermått av 3 X 5 meter, och är vid toppen förspända i tvär- och längsled för en kraft i vardera riktningen motsvarande en tredjedel av den maximala vertikallasten från sadeln. Denna last utgör cirka 7 000 ton per pelare. I varje torn finns i den ena pelaren en hiss och i den andra en spiraltrappa.

## Bildgalleri

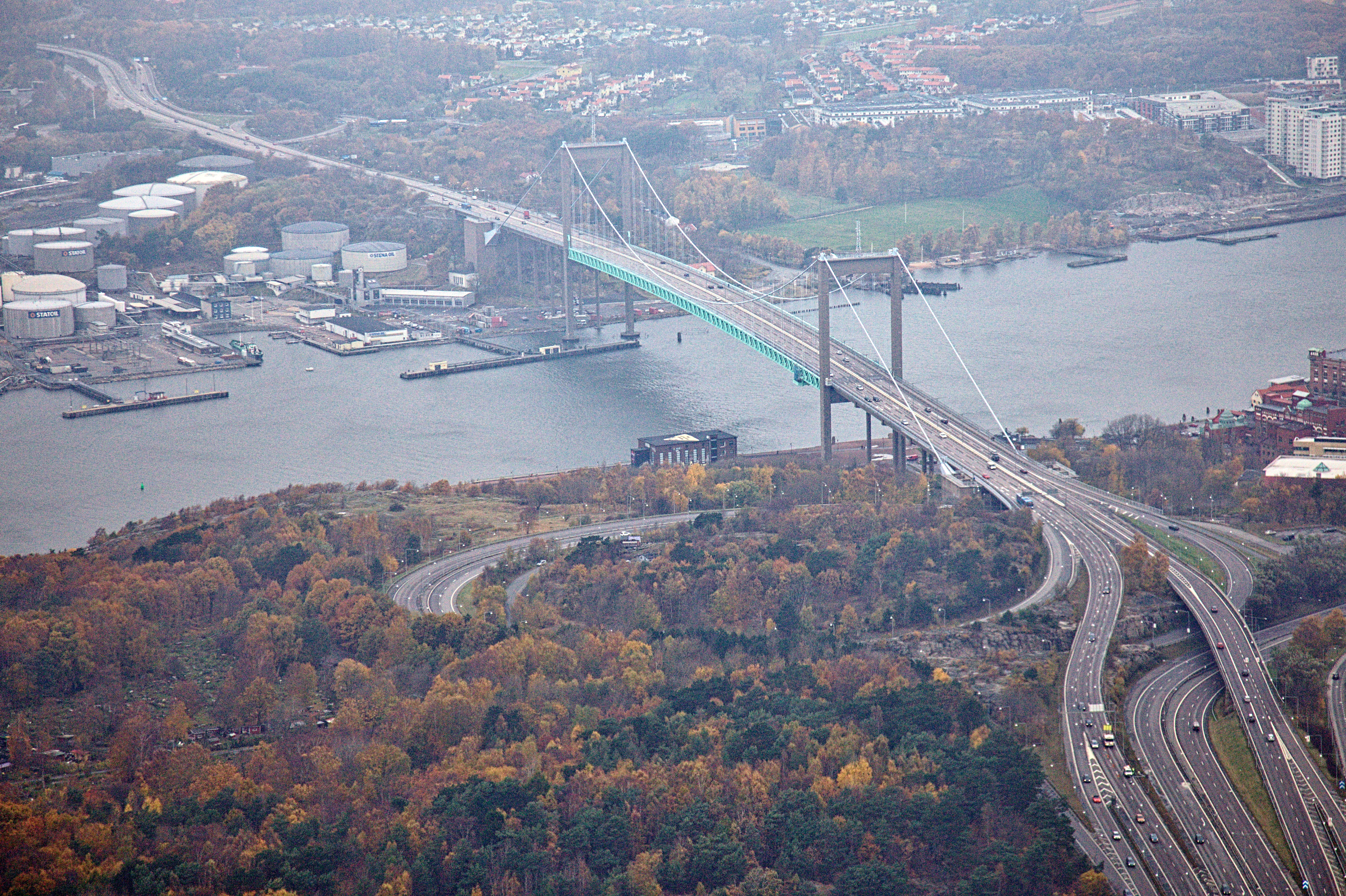
Helikopterbild över Älvsborgsbron mot norr.
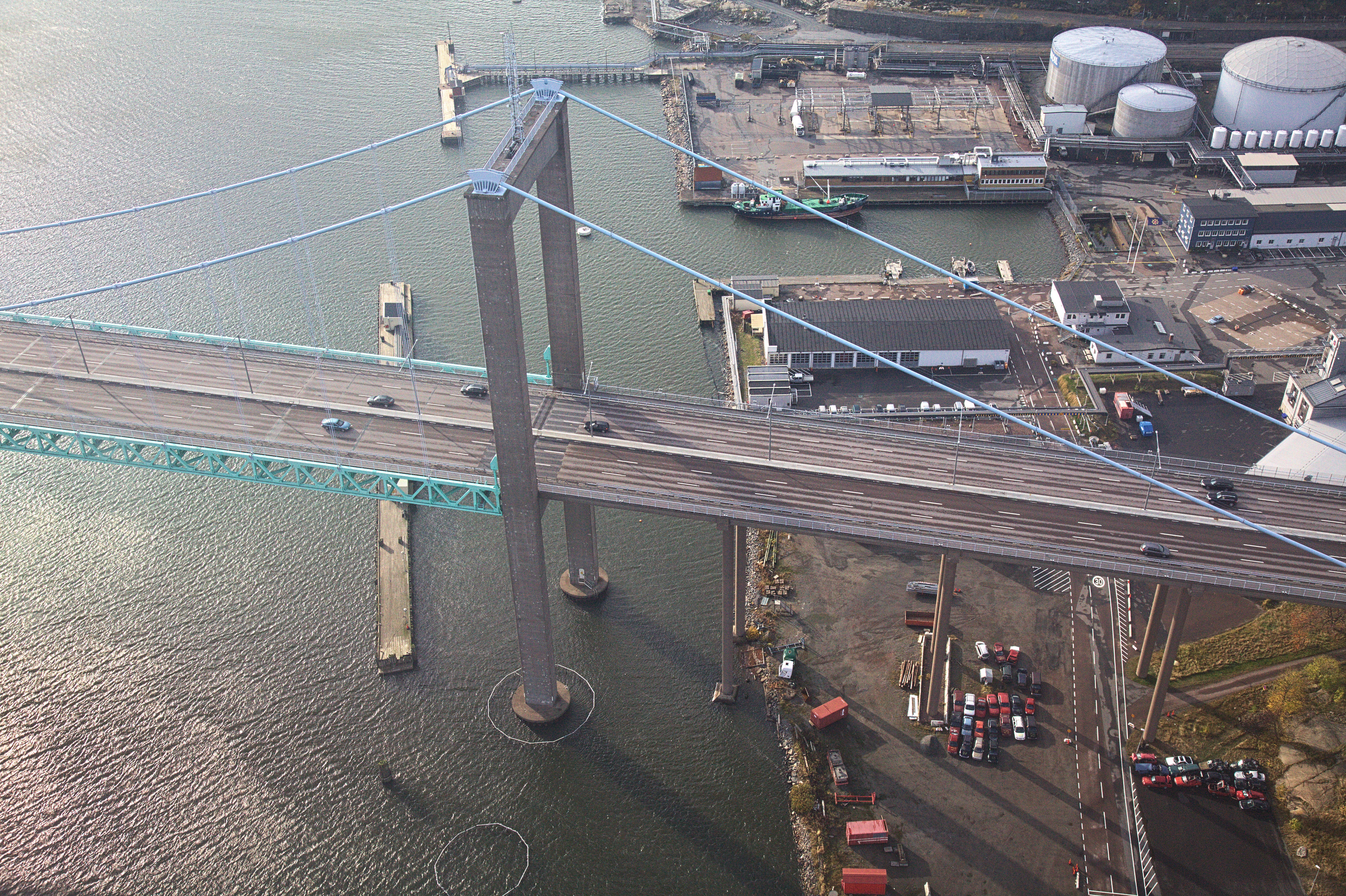
Helikopterbild över Älvsborgsbrons norra fäste.
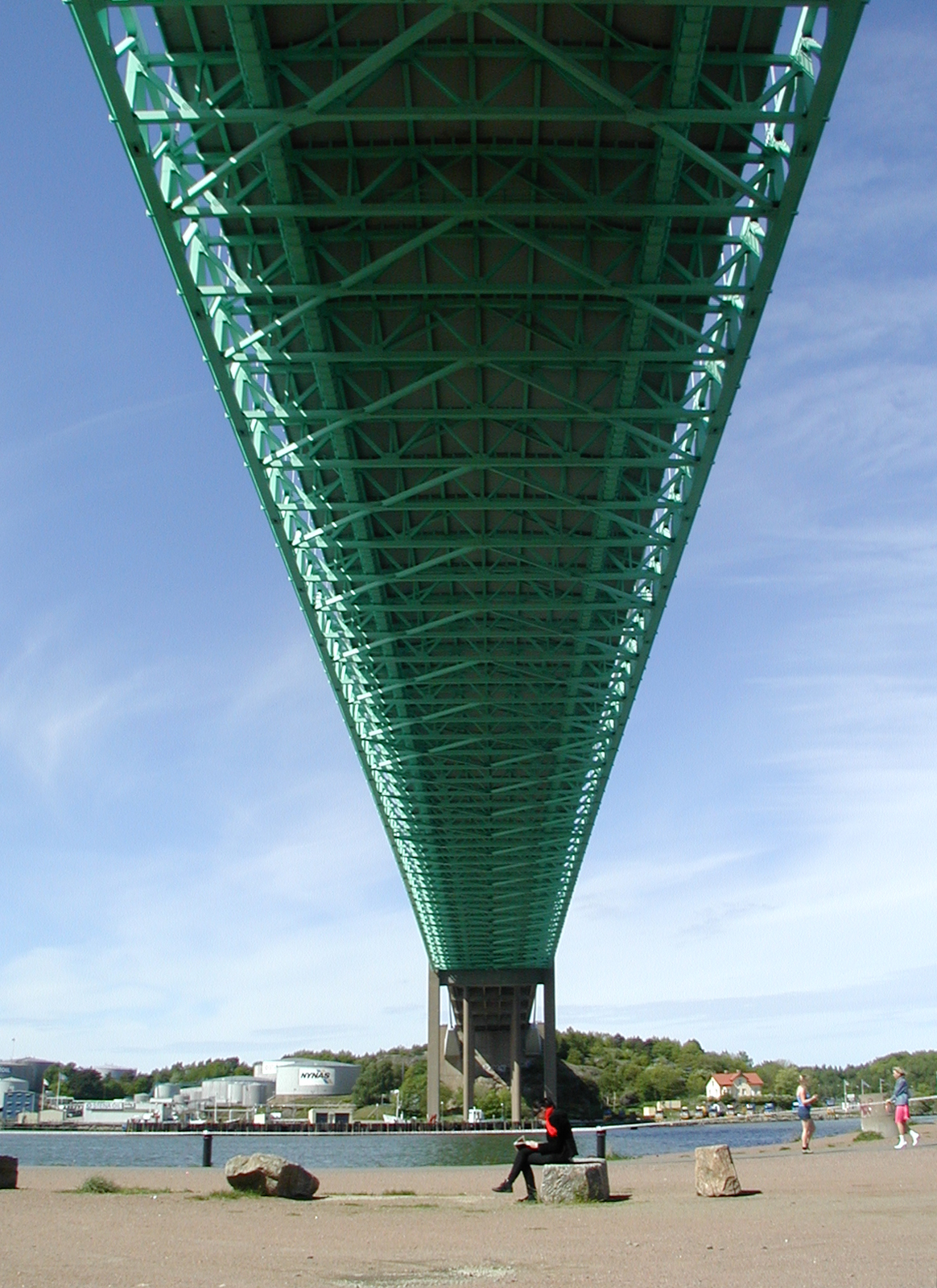
Själva brospannen är numera mintgrönt.
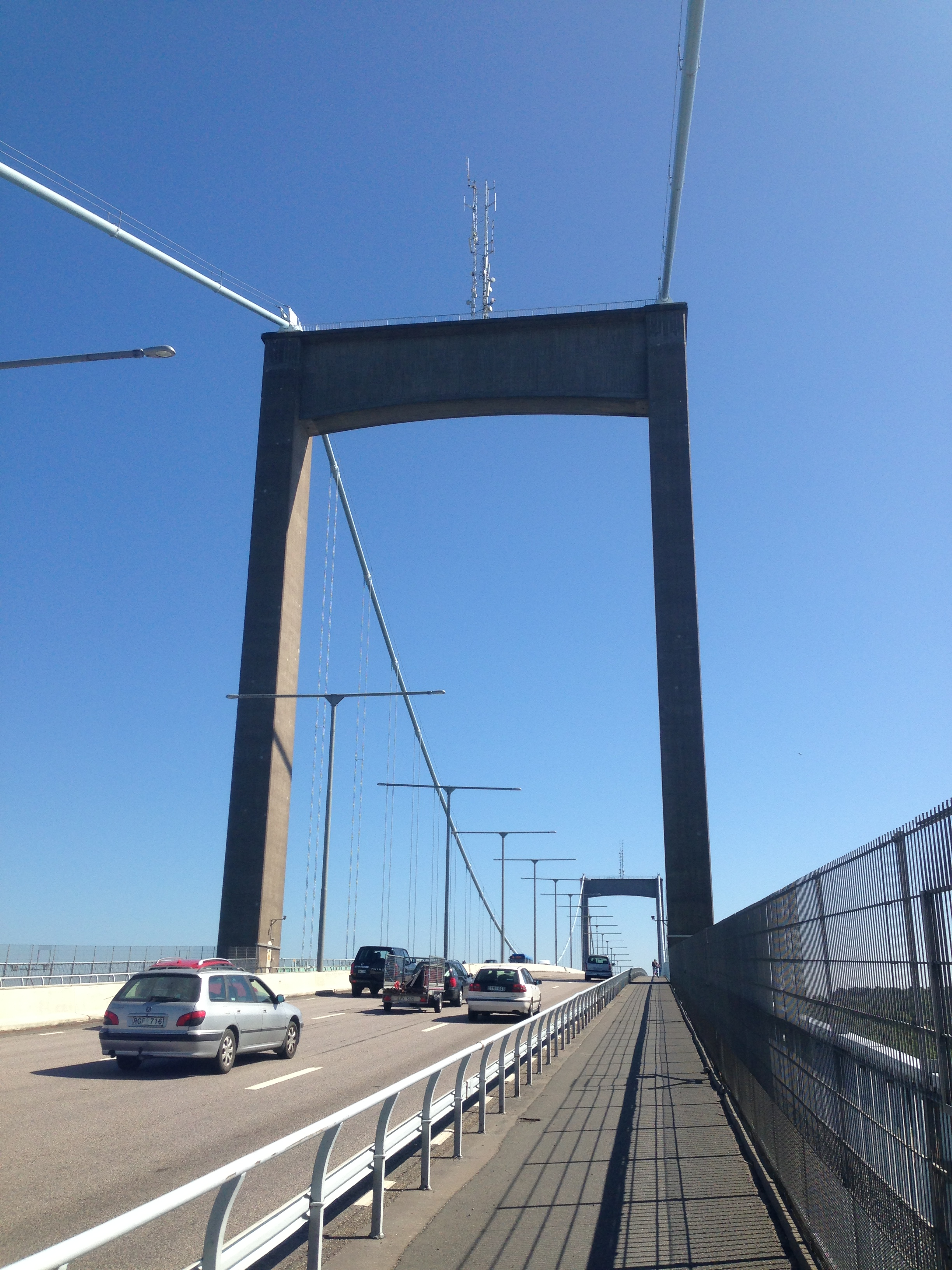
Bron har sex vägbanor samt en cykel-/gångbana.
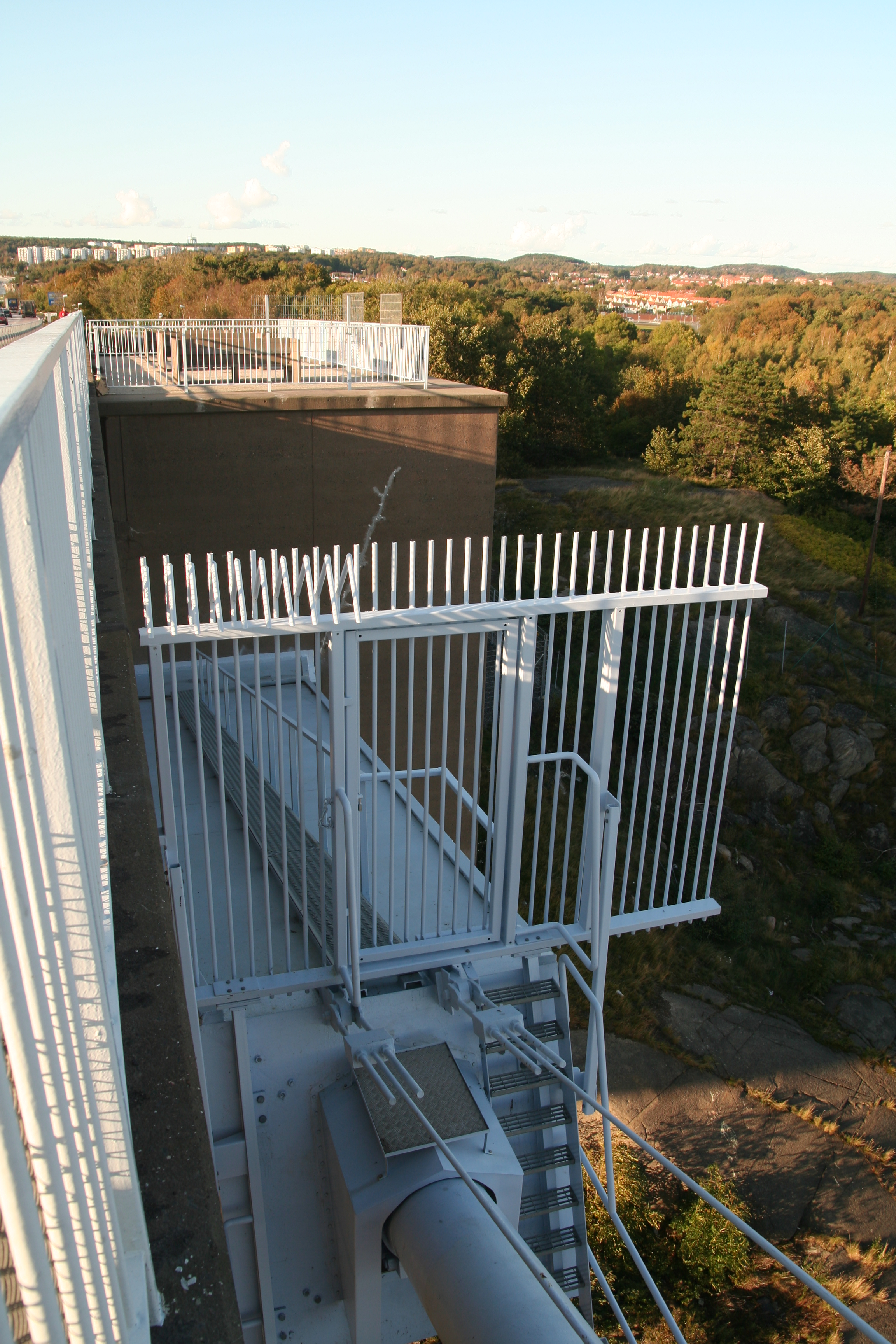
Brons nordöstra kabelankare.
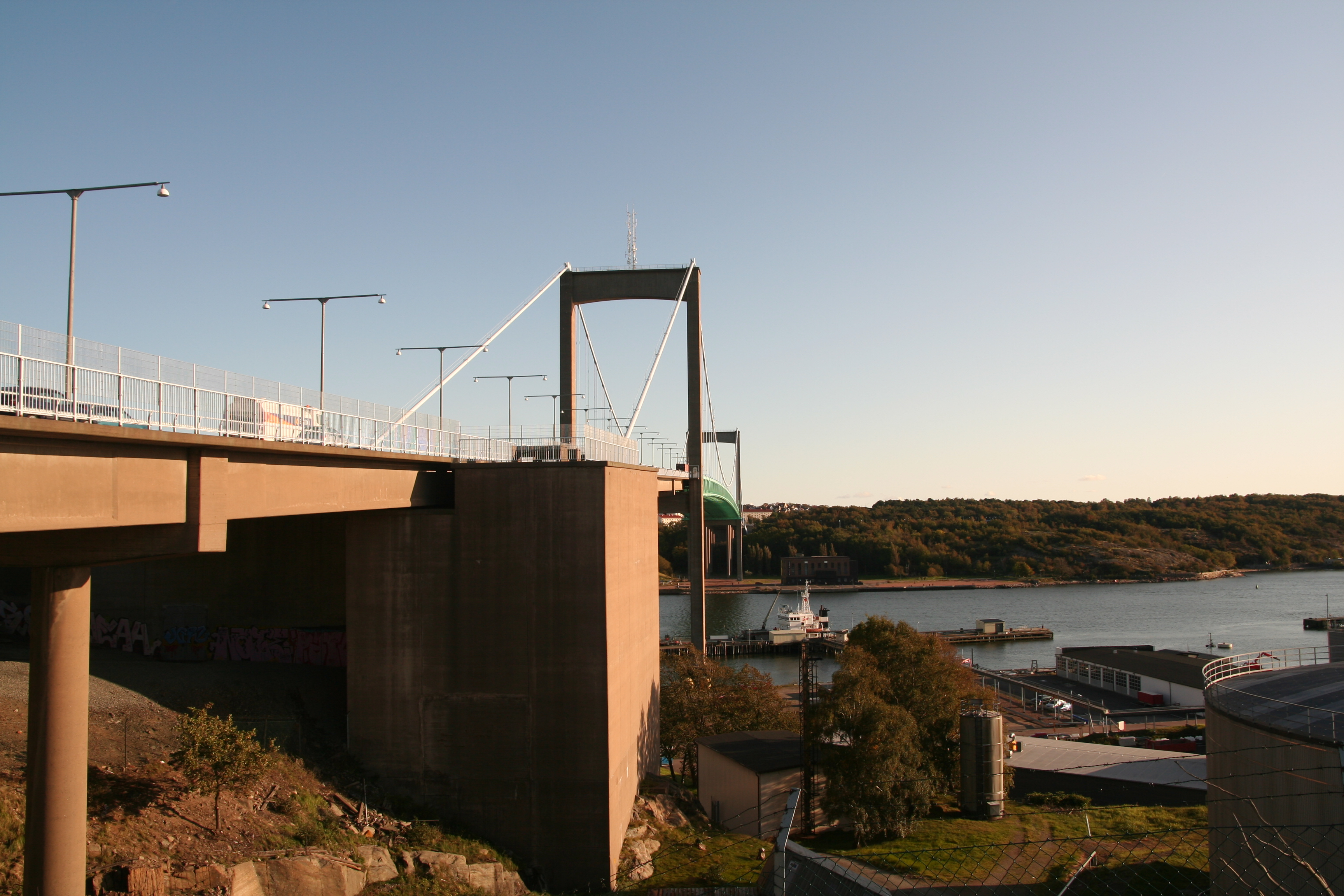
Nordvästsidan av bron, med fundamentet till kabelankaret.
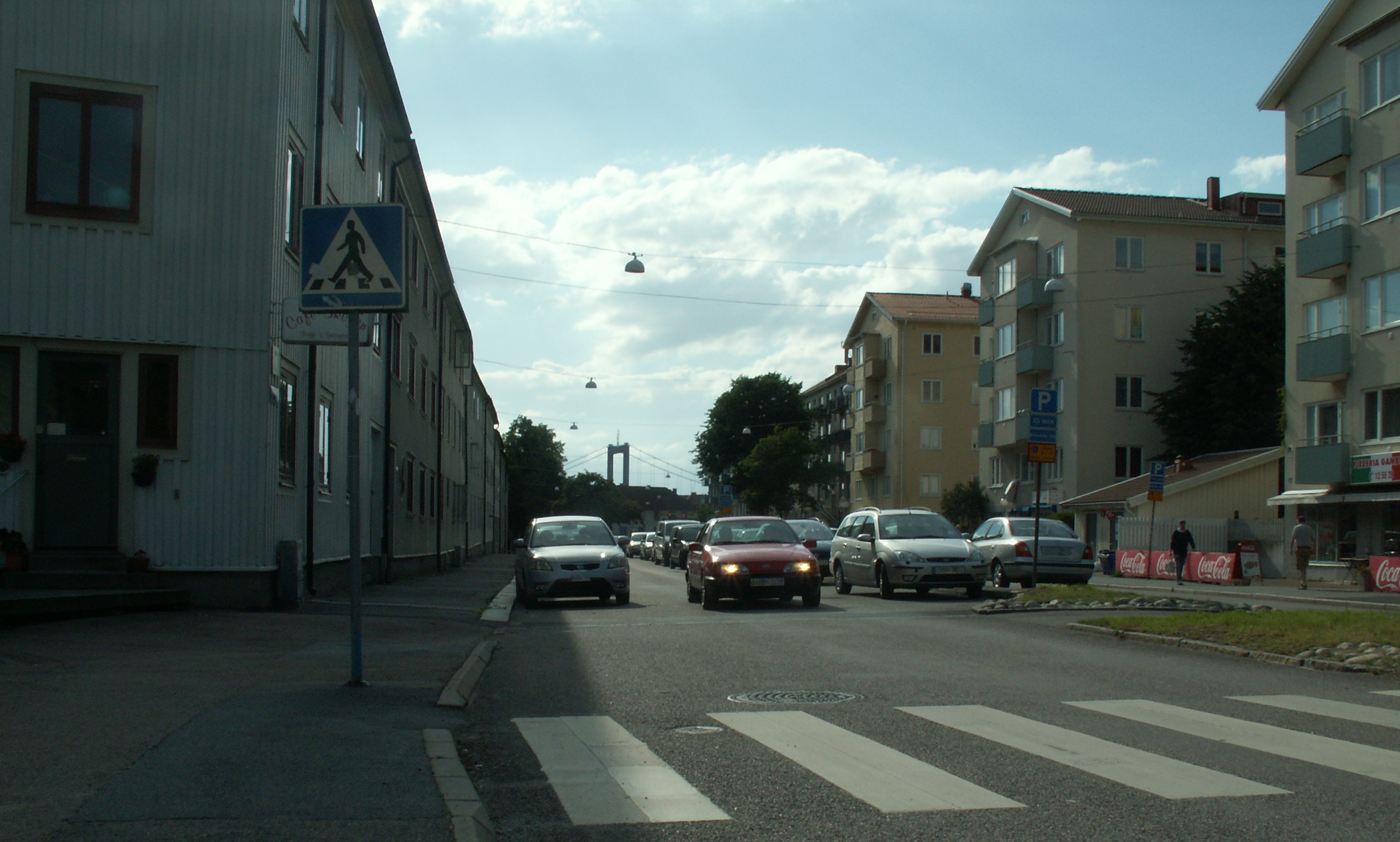
Älvsborgsbrons pyloner syns vida kring i Göteborg, som här från östra Kungsladugård.
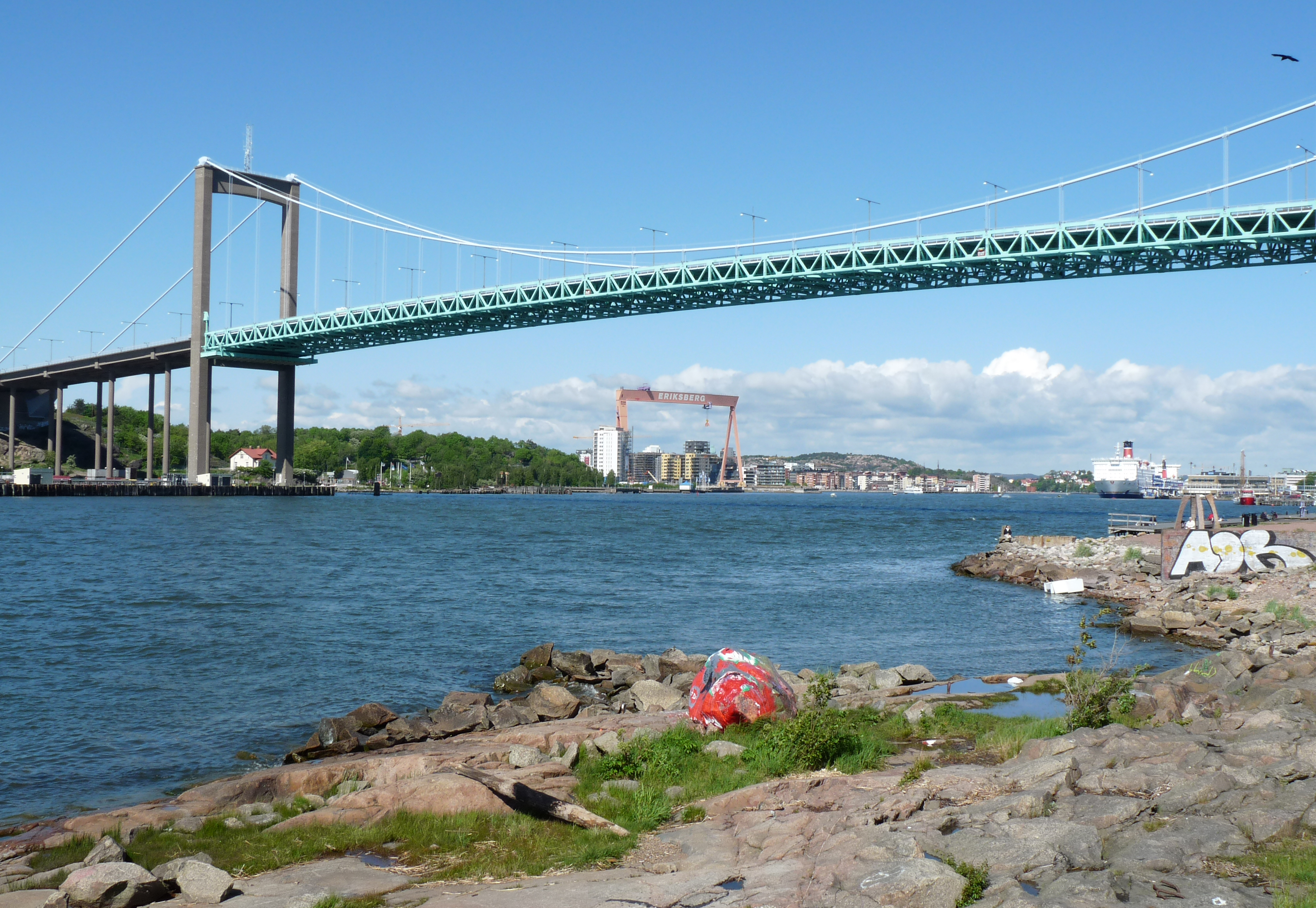
Vid det södra brofästet finns Röda sten.
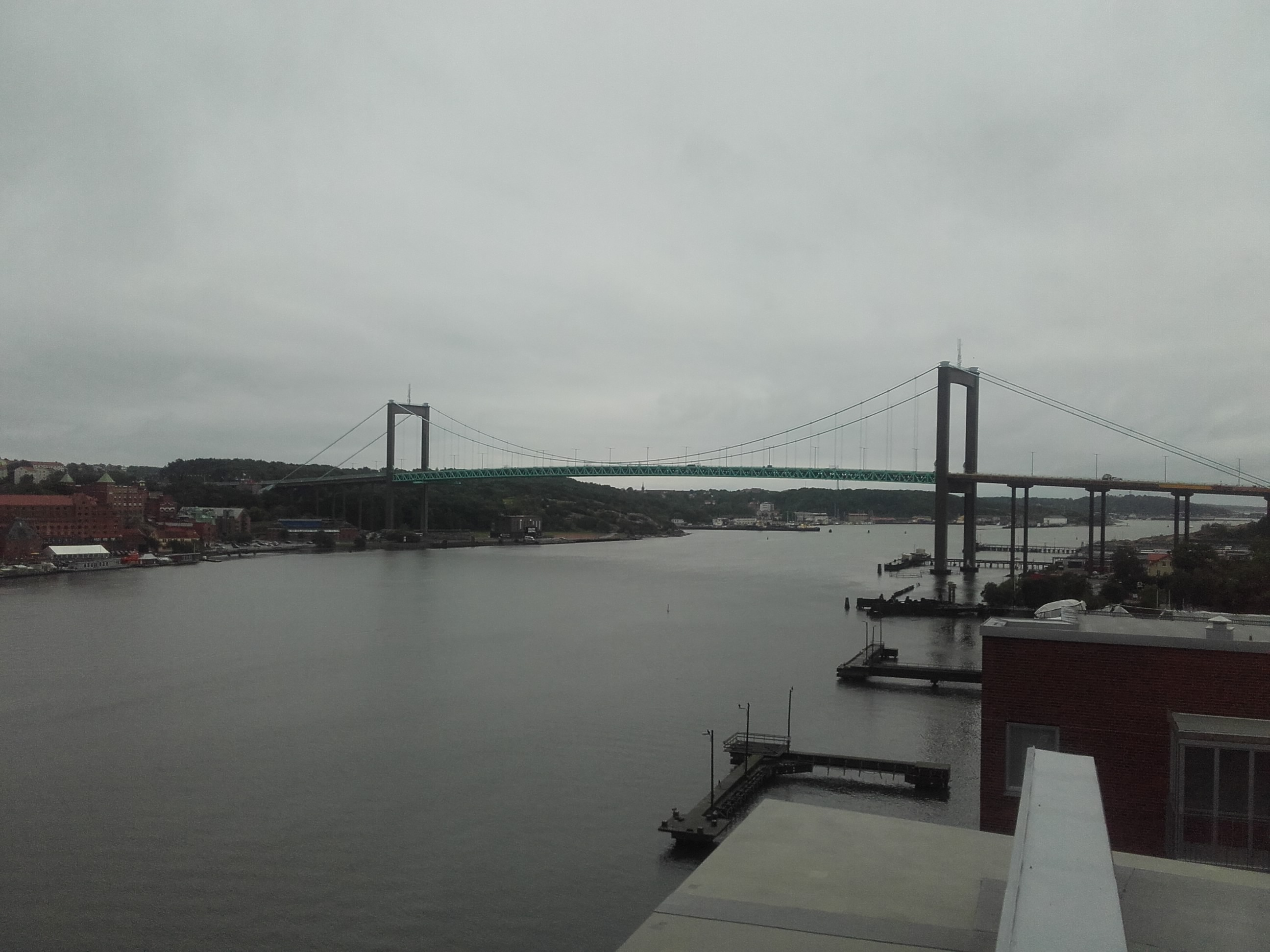
Älvsborgsbron sedd från Eriksberg.